# 高雄馬禮遜美國學校
高雄馬禮遜美國學校（英文：Morrison Academy Kaohsiung）為馬禮遜學校在1974年創立，宗旨為服務南台灣的傳教士家庭的教育需求，分校創立後，曾兩次遷移校區，目前學校位於高雄市大社區。2000年時，在向台糖公司租用的土地建設新的校園。目前已經獲得 The Association of Christian Schools International（ASCI） 和 The Western Association of Schools and Colleges（WASC） 兩所國際評鑑機構的認證。

## 學生概況
目前幼稚園到12年級的註冊人數，大約在210人左右。12年級已於2016年八月開始。

## 體育活動
高雄分校目前有國中部，和JV-B的如下的校隊，經常參加全國的運動比賽。
- 籃球
- 排球
- 足球

## 音樂
高雄分校目前有如下的社團:
- 初級樂團
- 音樂會樂團
- 弦樂團
- 交響樂團
- 合唱團

## 馬禮遜學校的其他校區
- 台中馬禮遜美國學校（台中總校區）
- 新北市馬禮遜美國學校
- 嘉義馬禮遜美國學校

## 外部連結
- 高雄馬禮遜美國學校的Facebook專頁